# 吴俊洲
吴俊洲（1932年6月—2014年7月27日），男，河北栾城人，中华人民共和国政治人物。

## 生平
早年担任太原造纸厂办公室主任、党委副书记；1966年2月，任太原化工厂革委会副主任；1975年1月，升任书记。1982年1月，任太原化学工业公司经理；1984年9月任，山西省计划委员会副主任。1985年7月，任主任。同年12月，兼任山西经济管理学院院长。1988年1月，任山西省人民政府副省长，兼任山西省计划委员会主任。2014年去世。